# Easystats
easystats 开源软件包集合创建于2019年，主要包括专用于统计模型的后处理工具。  截至 2022 年 5 月，组成 easystats 生态系统的 10 个软件包的下载量已超过 800 万次，并于 1000 多篇科学出版物中使用。   这份系统囊括了各种统计课程、视频教程和书籍的主题。       
开发 easystats 的目的是提供一个统一和一致的框架来理解和报告统计结果。它还与其他软件包兼容（例如：tidyverse）。值得注意的设计特点包括其API，特别是函数和参数的名称（例如：开发者刻意避免使用首字母缩略词和缩写）。 另外，这款软件包的依赖项数量也极少。

## 历史
2019 年，Dominique Makowski 联系了软件开发商 Daniel Lüdecke，提出了围绕R软件包进行合作的想法，旨在为没有统计或计算机科学背景的用户提供数据科学的工具。首先，第一个开发的 easystats 软件包，insight 于 2019 年创建，并成为往后生态系统发展的基础。  随后，贝氏统计学专家 Mattan S.Ben Shachar 加入此项目的合作，并提高了第二个软件包，bayestestR， 的功能与效率。目前， 软件包的维护者包括Indrajeet Patil和Brenton M.Wiernik。

## 软件包
easystats 生态系统包含十个半独立的软件包。
- insight：这个包是生态系统的基础；用于操作不同R 包的项目。 [13]
- datawizard ：这个软件包含着一些核心数据操作特性。
- bayestestR ：这个软件包提供使用贝氏统计学的实用程序。 [14]
- correlation：此软件包专用于运行相关系数分析。 [15]
- performance：这个软件包允许提取模型性能以及精度的指数分析。 [16]
- effectsize ：这个软件包计专注于效应量和标准化参数的索引。 [17]
- parameters：该软件包以统计模型的参数分析为中心。 [18]
- modelbased ：这个包计算基于模型的预测、组平均值和对比。
- see：此软件包与ggplot2以创建图表以及曲线图。 [19]
- report：这个软件包的功能在于提供统计模型的自动报告。

## 另请参见
- Tidyverse
- R（编程语言）